# Coulterophytum macrophyllum
Coulterophytum macrophyllum là một loài thực vật có hoa trong họ Hoa tán. Loài này được J.M.Coult. & Rose mô tả khoa học đầu tiên năm 1900.